# Meriones vinogradovi
Meriones vinogradovi es una especie de roedor de la familia Muridae.

## Distribución geográfica
Se encuentra en Armenia, Azerbaiyán, Irán, Siria y Turquía.